# Steven James
Steven James (1969) é autor de mais de trinta livros. A série do personagem Patrick Bowers recebeu três Prêmios Christy Awards.

## Vida pessoal
Steven James nasceu em Wisconsin , em 1969. Se formou em Narrativa na East Tennessee State University em 1997. Steven ensinou a arte de contar histórias em quatro continentes ao longo das últimas duas décadas, falando mais de duas mil vezes em eventos por todo o globo. Respeitado por alguns dos maiores escritores de suspense no mundo, Steven habilmente tece intensas histórias de suspense psicológico (thriller) com ideias filosóficas profundas. Atualmente, vive no Tennessee, no sopé das Montanhas Great Smoky, com a esposa e as três filhas. .

## Recepção da crítica
A revista Suspense Magazine diz que Steven “define um novo padrão na escrita do suspense/thriller”. A Publishers Weekly o chama de “mestre contador de histórias no auge”. E a RT Book Reviews diz: “o suspense/thriller de roer as unhas vai arrebatar você”.

## Obras (parcial)

### Série de Patrick Bowers (Os Arquivos de Bowers)
- Opening Moves (2012) Jogadas de Abertura (2015)
- Every Crooked Path (2015)
- Every Deadly Kiss  (2017)
- Every Wicked Man (2018)
- The Pawn (2007) O Peão (2013)
- The Rook (2008) A Torre (2014)
- The Knight (2009) O Cavalo (2014)
- The Bishop (2010) O Bispo (2014)
- The Queen (2011) A Rainha (2014)
- The King (2013)
- Checkmate (2014)

No Brasil pela Companhia Editora Nacional.

### A Experiência de Jevin Banks
- Placebo (2012) (BR: 2013)
- Singularity (2013)

No Brasil pela Companhia Editora Nacional.

### A TrilogiaBlur
- Blur (2014) Distorção (2017)
- Fury (2015) Fúria (2017)
- Curse (2016) Maldição (2017)

No Brasil pela Novo Século.

### Outros
- Quest for Celestia: A Reimagining of The Pilgrim’s Progress (2012)
- Synapse (2019)